# Cimitile
Cimitile község (comune) Olaszország Campania régiójában, Nápoly megyében. A település az ókeresztény bazilikáiról híres.

## Fekvése
Nápolytól 25 km-re északkeletre fekszik. Határai: Camposano, Casamarciano, Comiziano és Nola.

## Története
Az ősi Nolához közeli területet már a római időkben lakták. Egy Héraklész szentély is állt ezen a helyen, valamint számos villa és egy nekropolisz, amelybe Szent Félixet temették el Kr. u. 160-ban. A szent sírja fölé 305-ben egy négyszögletű bazilikát emeltek, amely az első ókeresztényemléke a településnek. A nekropolisz gyorsan bővült és Coemeterium Nolanum név alatt vált ismertté. 
Miután a Szent Félix tiszteletére emelt bazilika kicsinynek bizonyult a zarándokok számára, a 400-as években Pontius Meropius Paolinus (később Nolai Szent Pál) egy újat építtetett. Ugyancsak az ő megbízásából épültek fel a komplexum további bazilikái.
A középkor során Cimitile fontos zarándokhely volt, a 16. században azonban elveszítette püspöki rangját és a nolai püspöknek lett alárendelve. Ez a folyamat indította el hanyatlását. A 17. században itt született Cesare Riccardi, a Nápolyi Királyság lerettegettebb útonállója. 1799-ben Cimitile csatlakozott a Parthenopéi Köztársasághoz és ennek bukása után kénytelen volt a királyi megtorlásokkal szembenézni. 1808-ban Joachim Murat adminisztrációs reformjainak következtében önálló település lett és 1927-ig Caserta megyéhez tartozott.
Az 1930-as években Gino Chierici régészprofesszor vezetésével ásatásokat végeztek, és ekkor kerültek napvilágra a történelem során elfeledett ókeresztény emlékek. Az ásatások a második világháború során súlyos bombatámadásokat szenvedtek, de a háború után sikerült helyreállítani a feltárt bazilikák maradványait. 1992-ben II. János Pál pápa is elzarándokolt Szent Félix sírjához. 2003-ban javasolták Cimitile felvételét az UNESCO által vezetett világörökség helyszíneinek listájába.

## Népessége
A népesség számának alakulása:

## Főbb látnivalói
- San Felice-bazilika – a kelet-nyugat irányú egyhajós bazilikához két apszis csatlakozik, valamint egy tágas előtér az északi és déli oldalain. Szent Félix sírját 484 és 523 között burkolták kék- és aranyszínű mozaikokkal. A harangtornyot a 10. században építették hozzá.
- Basilica nova – 401 és 403 között épült a San Felice-bazilikára merőlegesen. Háromhajós és három apszisos volt. Elsősorban temetkezési célokra használták.
- Santo Stefano-bazilika – az 5-6. században épült. Előterének bejáratát egy korinthoszi oszlopok által tartott diadalív díszíti.
- San Tommaso-bazilika – egyhajós templom, mely a 6-7. században épült. Nyolcvannégy síremléket tartalmaz ebből az időszakból. Falain még láthatók a 14. századi freskók.
- Santissimi Martiri-bazilika – a 3. században épült temetkezési célokra. A 10. században alakították át tulajdonképpeni templommá és alakították ki kettős oltárát